# 貝里斯俯海鯰
貝里斯俯海鯰為輻鰭魚綱鯰形目海鯰科的其中一種，分布於中美洲貝里斯半鹹水水域，體長可達24.8公分，棲息在紅樹林的半鹹水域，屬肉食性，生活習性不明。

## 擴展閱讀
維基物種上的相關：貝里斯俯海鯰